# Peter Cape
Peter Cape (1926-1979) est un chanteur, auteur-compositeur et musicien néo-zélandais né à Auckland. Il s'est marié avec Barbara Henderson en 1952.